# Sonate K. 29
Pour les articles homonymes, voir K29.
Pour un article plus général, voir Essercizi per gravicembalo.
La sonate K. 29 (F.545/L.461) en ré majeur est une œuvre pour clavier du compositeur italien Domenico Scarlatti. C'est l'avant-dernière sonate des trente numéros du seul recueil publié du vivant de l'auteur, les Essercizi per gravicembalo (1738).

## Présentation
La sonate en ré majeur, K. 29, est notée Presto. C'est une pièce brillante en style de toccata où les croisements de mains sont nombreux.

## Édition et manuscrit

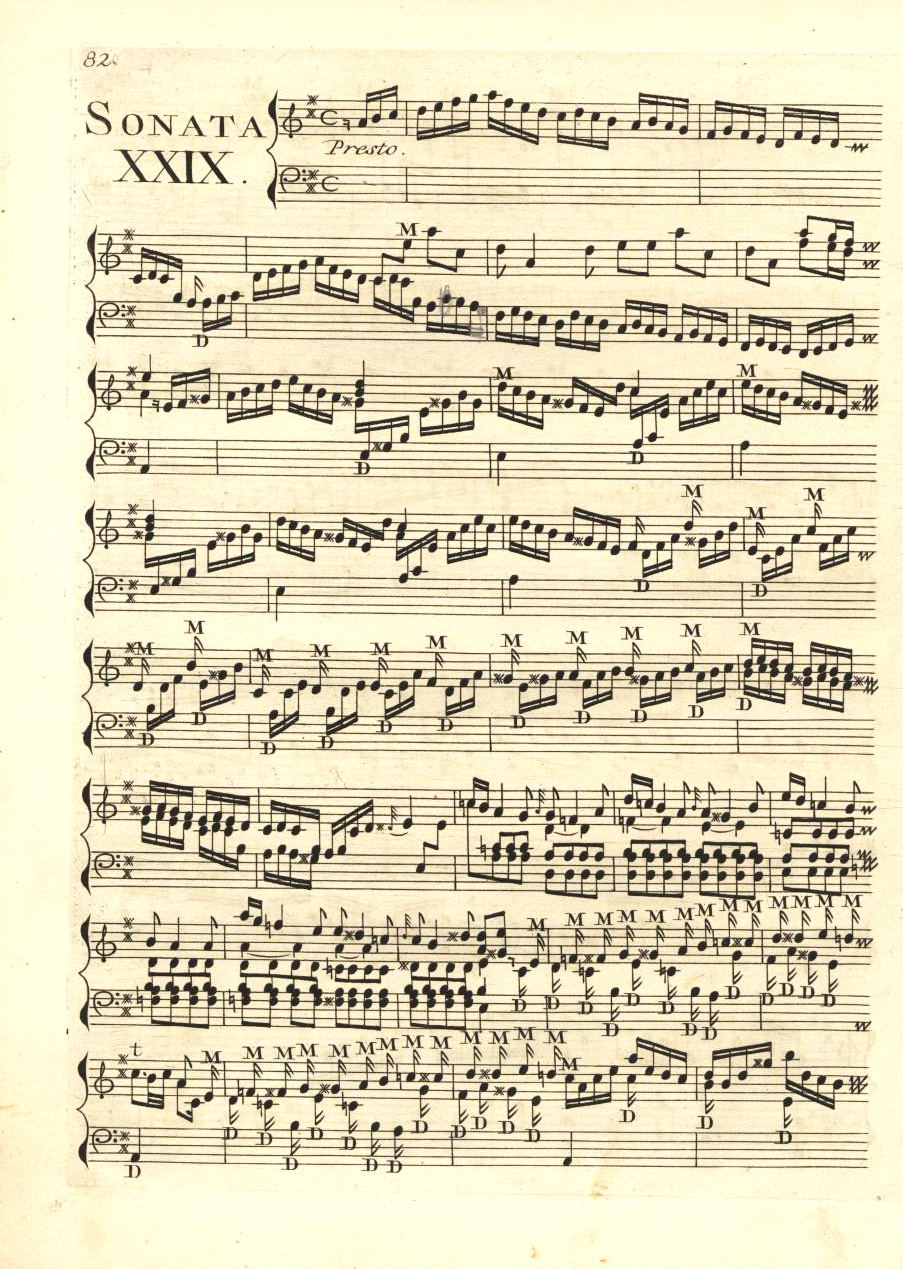
Début de la sonate, extraite d'une édition des Essercizi per gravicembalo publiée à Amsterdam en 1742.

L'œuvre est imprimée dans le recueil des Essercizi per gravicembalo publié sans doute à Londres en 1738. Un manuscrit se trouve à Barcelone, Orfeó Catalá (E-OC) no 28.

## Interprètes
La sonate K. 29 est souvent interprétée au piano, notamment par Ricardo Viñes (1930, Columbia/Pearl/Marston), Arturo Benedetti Michelangeli (Aura), Marcelle Meyer (1954, EMI), Mikhaïl Pletnev (1994, Virgin), Murray Perahia (1996, Sony), Valerie Tryon (2000, APR), Marcela Roggeri (2006, Transart), Colleen Lee (2007, Naxos, vol. 10), Carlo Grante (2009, Music & Arts, vol. 1), Alexandre Tharaud (2010, Virgin), Pi-hsien Chen (en) (2012, Hat Now ART) et Ievgueni Soudbine (2015, BIS).
Au clavecin par Eliza Hansen (1953, Archiv), George Malcolm (1954, Archiv), Huguette Dreyfus (1967, Valois), Scott Ross (Still, 1976 et Erato, 1985), Ursula Duetschler (1988, Claves), Joseph Payne (1990, BIS, 1990), Władysław Kłosiewicz (1997, CD Accord), Ottavio Dantone (2002, Stradivarius, vol. 8), Richard Lester (2004, Nimbus, vol. 1), Kenneth Weiss (2007, Satirino) et Hank Knox (2021, Leaf Music).

## Sources
: document utilisé comme source pour la rédaction de cet article.
- (en) Kathleen Dale, « Domenico Scarlatti: His Unique Contribution to Keyboard Literature », Proceedings of the Royal Musical Association, no 74,‎ 1948, p. 33–44 (ISSN 0080-4452, OCLC 865210389, lire en ligne)
- Ralph Kirkpatrick (trad. de l'anglais par Dennis Collins), Domenico Scarlatti, Paris, Lattès, coll. « Musique et Musiciens », 1982 (1re éd. 1953 (en)), 493 p. (OCLC 954954205, BNF 34689181).
- Alain de Chambure, « Domenico Scarlatti : Intégrale des sonates — Scott Ross », p. 172–175, Erato (2564-62092-2), 1985 (OCLC 891183737) .
- (it) Águeda Pedrero-Encabo (trad. de l'espagnol par Francesco Paolo Russo), « Una nuova fonte degli «Essercizi» di Domenico Scarlatti: il manoscritto Orfeó Catalá (E-OC) », Fonti Musicali Italiane, no 17,‎ 2012, p. 151–173 (présentation en ligne).